# Flughafen Kasane

i7
i11
i13
Der Flughafen Kasane (englisch Kasane Airport, IATA-Code: BBK, ICAO-Code: FBKE) ist der internationale Verkehrsflughafen von Kasane in Botswana.

## Lage
Der Flughafen liegt etwa vier Kilometer südöstlich der Stadt und ist Ausgangspunkt für Reisen in den Chobe-Nationalpark, in den Caprivizipfel in Namibia sowie zu den Victoriafällen in Victoria Falls, Simbabwe, bzw. nahe Livingstone in Sambia.

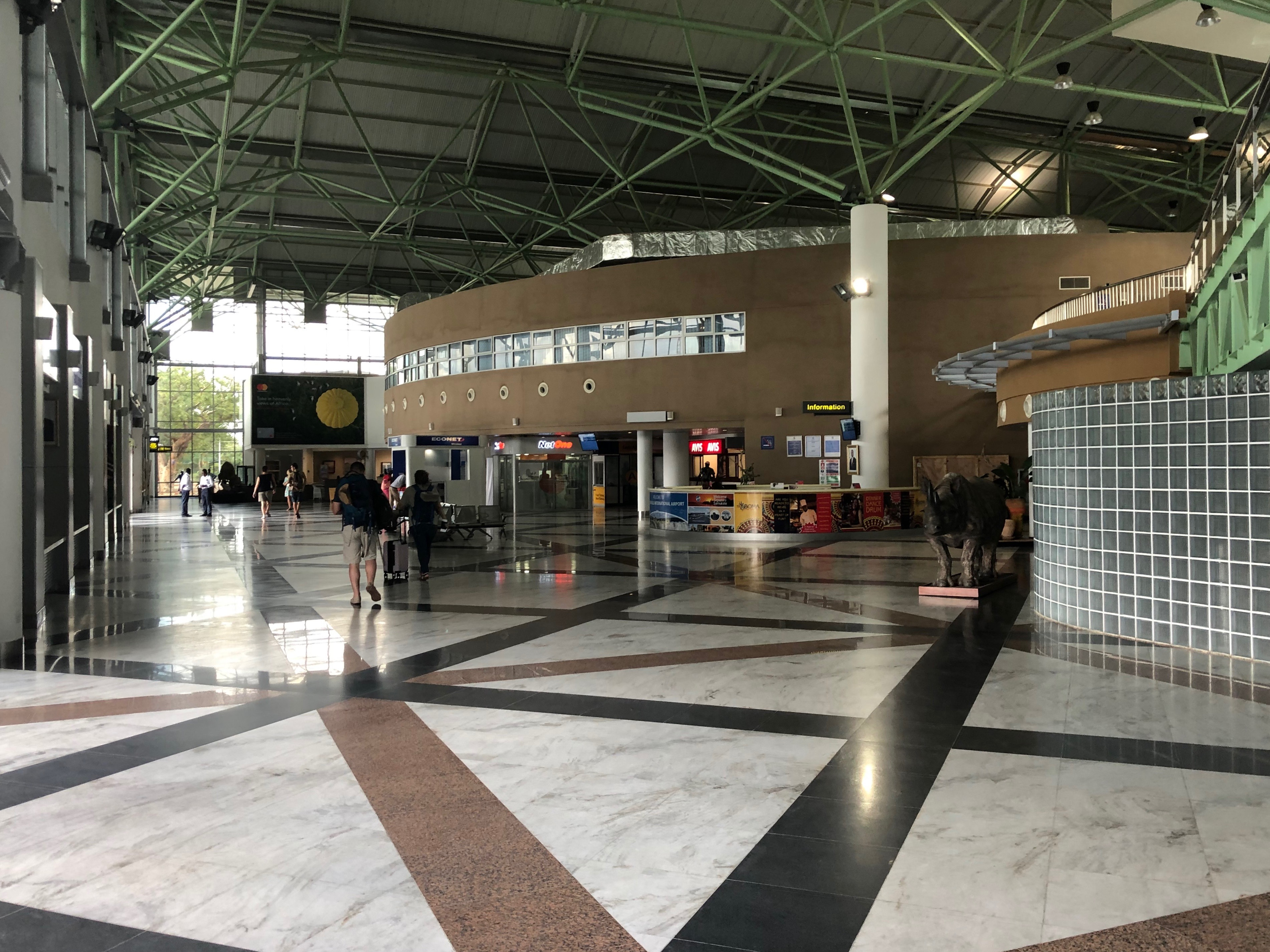
Abflughalle (2019)
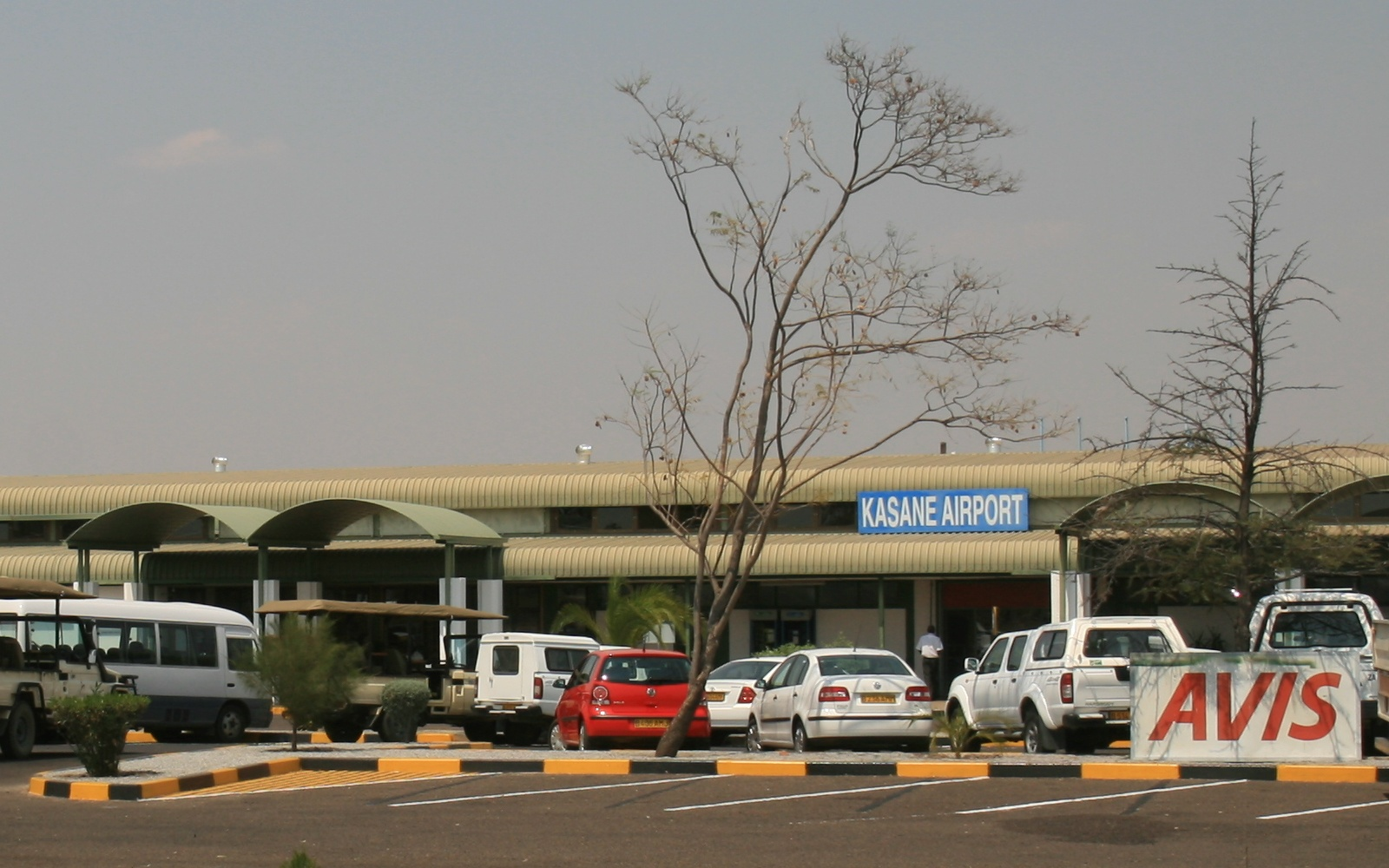
Alter Flugplatz bis Juli 2017

## Infrastruktur
Der Flughafen verfügt über ein Passagierterminal. Autovermietungen und Zoll sind am Flughafen vorhanden, sowie eine Wechselstube.

## Fluggesellschaften und Verbindungen
Air Botswana fliegt im Linienflug nach Maun und Gaborone im Inland sowie nach Johannesburg in Südafrika. Am Flughafen operieren zahlreiche Charterfluggesellschaften.